# Sukcesja apostolska
Sukcesja apostolska (gr. ἀποστολικὴ διαδοχή; łac. successio apostolica) – w pierwotnym sensie odnosi się do całego Kościoła i oznacza jego trwałą zgodność, po pierwsze, ze świadectwem dawanym przez apostołów i zapisanym w Biblii. Po drugie, zgodność z tym, jak apostołowie pełnili swą posługę – z misją daną im przez Jezusa Chrystusa, z tym jak założył On Kościół, jak powierzył apostołom kierowanie Kościołem. W sensie pochodnym, węższym o sukcesji apostolskiej mówi się w odniesieniu do misji, sprawowanej w Kościele przez biskupów, przekazywanej poprzez gest nałożenia rąk w nieprzerwanym ciągu następców.

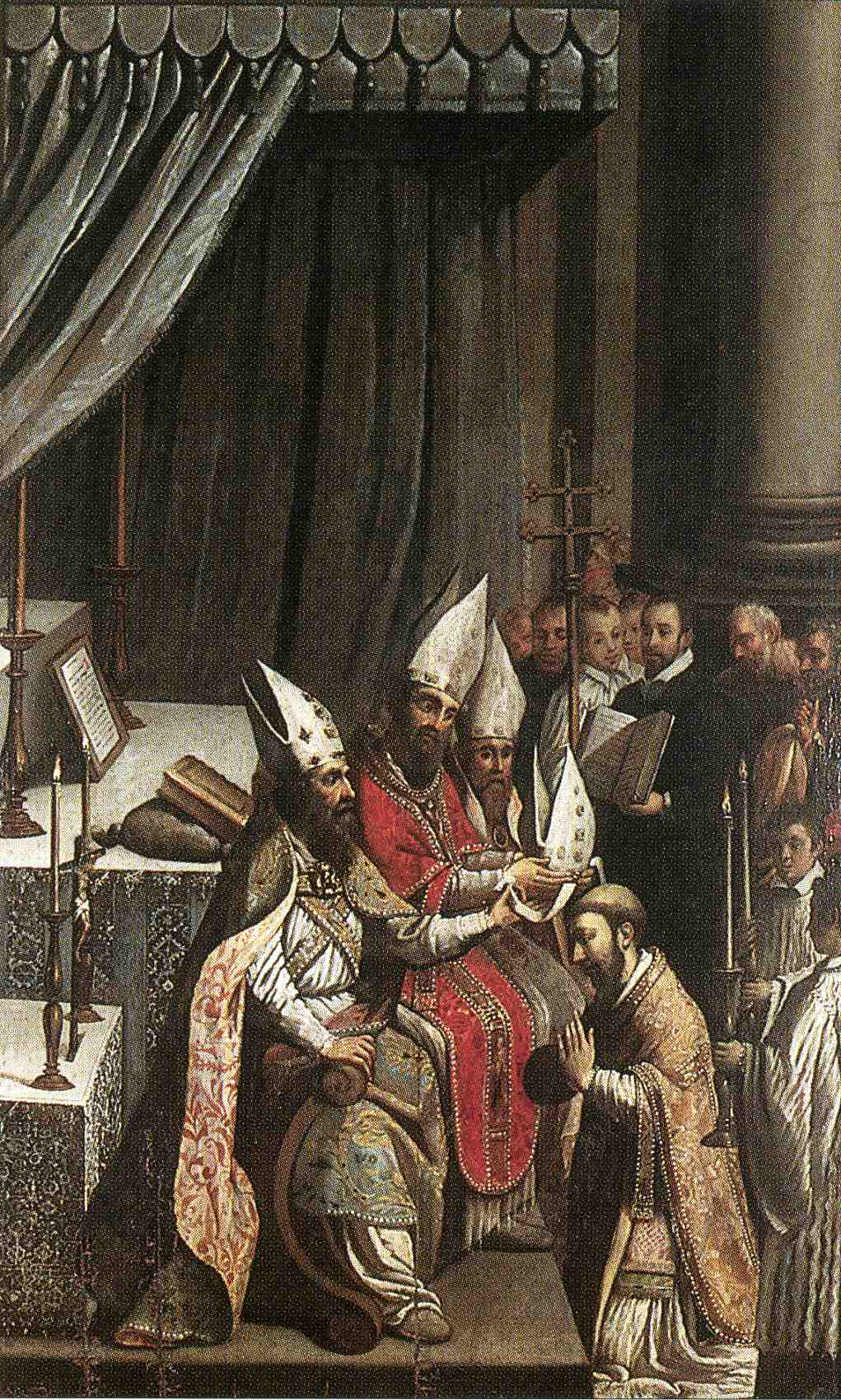
Konsekracja katolickiego biskupa

Ten węższy sens przyjmowany jest w katolicyzmie, prawosławiu, starokatolicyzmie, anglikanizmie i niektórych kościołach protestanckich tradycji luterańskiej: legitymizacja władzy biskupiej poprzez przekazywanie jej w hierarchii kościelnej od apostołów.
W rozumieniu katolickim sukcesja ta polega na nieprzerwanym łańcuchu nakładania rąk przez biskupów od czasów apostolskich do dziś. Zgodnie z tą nauką przerwa w tym obrzędzie spowodowałaby wygaśnięcie sukcesji apostolskiej i kapłaństwa.
W protestantyzmie sukcesja apostolska ogranicza się do pierwotnego pojęcia, ale w sensie zawężonym do samej doktryny, do słowa. Polega ona na wierności nauce Chrystusa, jaką głosili apostołowie pierwszych wieków chrześcijaństwa. Argument za tym widzą w zdaniu z Ewangelii Jana 17,20, gdzie Jezus podkreśla rolę słowa apostołów: „Nie tylko za nimi proszę, ale i za tymi, którzy dzięki ich słowu będą wierzyć we Mnie”.

## Historia terminu
Według Johanna Auera, niemieckiego teologa katolickiego zajmującego się teologią dogmatyczną i historią dogmatów w Uniwersytecie w Bonn, korzeniem wszelkiej sukcesji urzędu apostolskiego, jak i samej tej posługi, która niesie w sobie władzę Chrystusa aż do końca czasu jest misyjny nakaz Jezusa Chrystusa powierzony Jedenastu apostołom, o którym mówi Ewangelia Mateusza:

Wtedy Jezus podszedł do nich i przemówił tymi słowami: Dana Mi jest wszelka władza w niebie i na ziemi. Idźcie więc i nauczajcie wszystkie narody, udzielając im chrztu w imię Ojca i Syna, i Ducha Świętego. Uczcie je zachowywać wszystko, co wam przykazałem. A oto Ja jestem z wami przez wszystkie dni, aż do skończenia świata (Mt 28,18–20)

Jak wykazał Hans von Campenhausen, pojęcie sukcesji apostolskiej wykrystalizowało się w II w. pod wpływem konieczności odparcia gnostyckich roszczeń co do posiadania tajemnego, pozabiblijnego przekazu apostołów. Ojcowie Kościoła argumentowali, że wśród licznych wspólnot Kościoła istnieją takie wspólnoty, które zostały założone przez apostołów, i do których pisali oni listy. W tych kościołach można prześledzić linię następców, swego rodzaju duchowy rodowód wiodący do samych ust apostoła. Wiedza dotycząca ustnej spuścizny apostołów znajduje się więc w tych wspólnotach, które są autentycznym wyznacznikiem tego, co można określać mianem „apostolskie”. W tym czasie sukcesja i tradycja były prawie synonimami, określało je jedno słowo greckie διαδοχή (diadoche – sukcesja).
Joseph Ratzinger zauważył, że władza i słowo Boże splatały się w ówczesnym pojęciu sukcesji:

Sukcesja nie jest przejęciem urzędowej władzy, która następnie stoi do dyspozycji piastującego urząd, lecz oddaniem się służbie Słowu, na urząd świadka powierzonych dóbr przewyższających ich powiernika, który całkowicie ustępuje miejsca temu, co zostało mu powierzone. (...) Zgodnie ze swoją istotą „sukcesja apostolska” jest żywą obecnością słowa w personalnej postaci świadka. Nieprzerwana ciągłość świadków okazuje się z istoty słowa jako auctoritas (pol. władza) i viva vox (pol. żywy głos)

Zatem pojęcie sukcesji apostolskiej odnosiło się w pierwotnej teologii kościelnej nie do urzędu biskupa Kościoła w ogóle, ale do tych siedzib, w których działali apostołowie. Wyrażał to na przykład Tertulian w traktacie De praescriptione haereticorum 36,2. Wśród sedes apostolica wskazywał on Korynt w Achai. W Macedonii, Filippi. W Azji, Efez. W Italii, Rzym. Przy czym Rzym uważał Tertulian za punkt odniesienia dla kościoła afrykańskiego. Przyznawał mu też wyróżnioną pozycję wśród innych stolic związanych z apostołami, ze względu na trzech apostołów: Piotra, Pawła i Jana. Podobnie mówił o Rzymie Ireneusz z Lyonu, określając jego autorytet apostolski jako potentior principalitas (pol. potężniejsza zwierzchność). W ten sposób sukcesja apostolska większości innych biskupów, nie zasiadających na stolicach wywodzących się od apostołów, urzeczywistniała się jedynie pośrednio, drogą okrężną, poprzez jedną ze stolic apostolskich. Można więc mówić o dwóch formach sukcesji apostolskiej: bezpośredniej i pośredniej. Jak zauważył Joseph Ratzinger ówczesna teologia sukcesji nie była ani teologią episkopalną ani papalistyczną (papieską) – rozróżniała episkopat i stolice apostolskie. Ukazuje to słabość późniejszej zasady patriarchatu (5 patriarchatów). Była ona po-konstantyńska, miała „sens administracyjny i dlatego jej realizacja jest ściśle związana z uwarunkowaniami politycznymi i geograficznymi”. Pomylenie autorytetu stolicy apostolskiej i miasta patriarszego, i przeciwstawienie ich, jest – według Ratzingera  – oznaką tragizmu sporu między Konstantynopolem i Rzymem. Autorytet Rzymu jest poświadczony przez pierwotny motyw stolicy apostolskiej (łac. sedes apostolica).

## Władza apostolska
Kościół „apostolski”, o czym mówi nicejsko-konstantynopolitańskie wyznanie wiary jest gwarantem realizacji misji Chrystusa, nie zaś ludzkich pomysłów i projektów. Zachowuje on z pokolenia na pokolenie, dającą się zweryfikować ciągłość i więź ze wspólnotą pierwotnego Kościoła, który był społecznością zorganizowaną, posiadającą swych zwierzchników, obrzędy, zwyczaje, a także prawo. Według św. Augustyna „korzenie” pierwotnej społeczności chrześcijańskiej urzeczywistniają się w działaniu stolicy apostolskiej oraz sukcesji biskupiej, która ma zarówno wymiar zewnętrzny, jak i duchowy. Również Ireneusz z Lyonu mówił o apostołach, powierzających biskupom odpowiedzialność za kościoły. Według teologów katolickich koncepcja sukcesji władzy przekazanej biskupom nad diecezjami przez apostołów nie może być, wbrew zarzutom Karla Bartha uważana za czysto „świecką”, „mechaniczną” lub „jurydyczną”. Henri de Lubac zwrócił uwagę, że nie można mówić o jednym Kościele, który ma jedną duszę, w sytuacji, gdy jest złożony z wielu społeczności, niemających ze sobą żadnego powiązania.
Termin sukcesja apostolska oznacza, że Jezus Chrystus przekazał realną władzę nad Kościołem apostołom. Jest to:
- władza głoszenia Ewangelii
- władza udzielania sakramentów
- władza rządzenia Kościołem.

## Sprawowanie sukcesji w różnych Kościołach
Kościół rzymskokatolicki, Kościoły starokatolickie i Cerkiew prawosławna uznają wzajemnie ważność udzielanych w nich święceń, choć spierają się co do jurysdykcji. Kościoły luterańskie i anglikańskie uznają swoją wzajemną sukcesję apostolską, podobnie jak sukcesję Kościołów prawosławnych i katolickich, z kolei sukcesja apostolska Kościołów anglikańskich i luterańskich bywa przez pozostałe Kościoły podważana (z wyjątkiem Kościołów starokatolickich), np. z powodu innego rozumienia Eucharystii bądź kapłaństwa, udzielania święceń kobietom etc.
W protestantyzmie sukcesja apostolska jest sprowadzana do wierności nauce apostolskiej (sukcesja wiary).
W okresie kształtowania się wspólnot ewangelickich w Anglii i Szwecji powstałe tam Kościoły państwowe zachowały jednak ustrój episkopalny i sukcesję apostolską (sukcesję urzędu).
Obecnie znaczna część Kościołów luterańskich posiada sukcesję apostolską (sukcesję urzędu) przekazaną im przez: Kościół Szwecji, Kościoły Wspólnoty Anglikańskiej lub inne Kościoły chrześcijańskie posiadające hierarchię duchowną i sukcesję apostolską.

### Kościół katolicki
W Kościele katolickim, rozumianym w szerokim sensie wszystkich tych kościołów partykularnych, obrządku łacińskiego i bizantyjskiego (np. Ukraińska cerkiew greckokatolicka) i in., które zachowują jedność z biskupem Rzymu jako następcą św. Piotra, podkreśla się obecnie, że sukcesja apostolska jest własnością całego Kościoła. Oznacza to, że powołanymi do głoszenia Ewangelii są wszyscy chrześcijanie i że głoszenie to ma mieć trwały związek ze świadectwem apostołów i z ich podstawową posługą. Urząd biskupi jest istotnym, ale nie osamotnionym, sposobem podtrzymywania tego związku. Podejście to doszło do głosu w okresie Soboru watykańskiego II. Jak zauważył Harald Wagner, dogmatyk z Uniwersytetu w Münster, takie katolickie pojmowanie sukcesji apostolskiej zbliża do rozumienia luterańskiego i ma znaczenie ekumeniczne. Konsekwentnie, sukcesja apostolska rozumiana jako „łańcuch” wkładania rąk jest pochodną sukcesji apostolskiej w podstawowym sensie, wyznaczającej apostolski charakter całego Kościoła.
Po soborze podnosiły się głosy m.in. Hansa Künga, publikowane na łamach czasopisma Concilium, nie tylko podkreślające ogólnokościelny charakter sukcesji apostolskiej oraz jej jedności z tradycją apostolską, ale wręcz domagające się odcięcia tego pojęcia od poszczególnego urzędu biskupiego i związania go z całym Kościołem apostolskim.
Harald Wagner zauważył też, że w sukcesji apostolskiej biskupów ważna jest kolegialność, tzn. apostołów zastępuje nie pojedynczy biskup, lecz „kolegium biskupów wraz z papieżem jako następcą Piotra”. Tak więc, w ścisłym sensie biskupi nie są następcami apostołów, ale tych, których apostołowie wyznaczyli na swoich następców. Istnieje różnica między biskupami, a apostołami, gdyż jedynie apostołowie otrzymali objawienie, biskupi zaś są głosicielami objawionej prawdy.
Według badań Charlesa Bransoma, obecnie w Kościele rzymskokatolickim sukcesja nałożenia rąk kształtuje się w ten sposób, że 95,6% biskupów należy do linii kard. Rebiby; 3,3% do jednej z kilku linii wschodnich, 1,1% należy do jednej z pozostałych czterech linii łacińskich:
- linia de Boveta (5 żyjących biskupów),
- linia von Bodmana (7 żyjących biskupów),
- linia d'Estouteville'a (25 żyjących biskupów).

## Wyznania chrześcijańskie odrzucające sukcesję apostolską
- Świadkowie Jehowy[17]
- Wisconsin Evangelical Lutheran Synod[18]